# Referendarz (historia)
Referendarz (łac. referendarius) – urząd centralny niesenatorski Królestwa Polskiego, a następnie Rzeczpospolitej Obojga Narodów, powołany na mocy konstytucji sejmu krakowskiego w 1507 roku.
Powoływano dwóch referendarzy: świeckiego i duchownego, osobno dla Korony i Wielkiego Księstwa. Referendarze przebywali stale na królewskim dworze. Do ich obowiązków należało przyjmowanie od próśb i skarg, które następnie referowali kanclerzom i królowi. Referendarze uczestniczyli bez prawa głosu w sądach królewskich: asesorskim, relacyjnym i sejmowym. W latach 80. XVI wieku zyskali jurysdykcję w sprawach między chłopami z dóbr królewskich a ich dzierżawcami lub starostami, co doprowadziło do wyodrębnienia się sądu referendarskiego. W drugiej połowie XVIII wieku spośród referendarzy wybierano sekretarzy Rady Nieustającej i jej Departamentu Interesów Cudzoziemskich. 
W Księstwie Warszawskim i Królestwie Polskim referendarz był funkcjonariuszem pomocniczym Rady Stanu, zajmujący się przygotowywaniem projektów o charakterze sądowym i administracyjnym. Od XIX w. referendarzami tytułowano różnych niższych urzędników państwowych.